# بيوس الثاني عشر
البابا بيوس الثاني عشر (باللاتينية:Pius XII) هو بابا الكنيسة الكاثوليكية بالترتيب الستين بعد المائتين، لحبرية طويلة دامت تسعة عشر عامًا بين 1939 - 1958. ولد باسم جيوفاني باتشيلي في روما، وانخرط في سلك الإكليروس باكرًا، تقلب في مناصب عدة في قطاع العلاقات الخارجية للكرسي الرسولي، فعيّن سفيرًا بابويًا في ألمانيا بين 1917 - 1929، ثم وزير خارجية دولة الفاتيكان، وأبرم خلال وزارته العديد من المعاهدات الهامة مع دول أوروبا وأمريكا اللاتينية، كان أبرزها الاتفاقية مع ألمانيا النازية، التي سعت من خلالها الكنيسة لحفظ موقعها في ألمانيا النازية؛ عين أخيرًا أمين سر دولة الفاتيكان وكاردينالاً، وانتخب بابا بعد وفاة سلفه بيوس الحادي عشر في اليوم التالي من انعقاد المجمع المغلق.
خلال الحرب العالمية الثانية اعتبر مثيرًا للجدل موقفه من الهولوكست مقابل من اتهمه «بالصمت أمام إبادة اليهود في العالم». بعد الحرب العالمية الثانية، دعا البابا إلى السلام والمصالحة، بما في ذلك سياسات متساهلة تجاه دول المحور السابقة. شهدت الكنيسة في عهده، اضطهادًا شديدة وترحيلاً جماعيًا لرجال الدين الكاثوليك المتواجدين في الكتلة الشرقية. خلال الانتخابات الإيطالية التي جرت في أعقاب الحرب العالمية الثانية، هدد البابا بوضع حرمان كنسي على كل شخص كاثوليكي ينتخب حزبًا شيوعيًا بالطرد التلقائي من الكنيسة، وبالتالي غدا بيوس الثاني عشر بمواقفه العديدة رمزًا من رموز معاداة الشيوعية والاتحاد السوفياتي.
لجأ بيوس الثاني عشر إلى مبدأ العصمة البابوية عام 1950 عيد أعلن انتقال العذراء، وقد أصدر خلال حبريته 41 رسالة عامة، سوى ما يقارب 1000 عظة وبث إذاعي؛ لعلّ من أبرز آثاره الرعوية تعديل القداس الإلهي، وإصلاح القانون الشرعي للكنائس الكاثوليكية الشرقية، وتعيين كرادلة غير إيطاليين بحيث تفوقوا من الناحية العددية على الكرادلة الإيطاليين للمرة الأولى منذ عدة قرون، وتركيزه على تطوير اللاهوت خلال مرحلة ما بعد الحرب.
تم رفع دعوى لإعلانه قديسًا وفي سبيل ذلك أعلنه البابا بندكت السادس عشر مكرمًا في ديسمبر 2009، وهي المرحلة الأولى من مراحل إعلان القداسة.

## روابط خارجية
- بيوس الثاني عشر على موقع IMDb (الإنجليزية)
- بيوس الثاني عشر على موقع الموسوعة البريطانية (الإنجليزية)
- بيوس الثاني عشر على موقع مونزينجر (الألمانية)
- بيوس الثاني عشر على موقع ميوزك برينز (الإنجليزية)
- بيوس الثاني عشر على موقع إن إن دي بي (الإنجليزية)
- بيوس الثاني عشر على موقع ديسكوغز (الإنجليزية)
- بيوس الثاني عشر على موقع قاعدة بيانات الفيلم (الإنجليزية)